# Благодатная (Тверская область)
Благодатная — деревня в Калининском районе Тверской области. Относится к Верхневолжскому сельскому поселению.

## История
В 1844 году в селе Гнилицы была построена каменная Воскресенская церковь, метрические книги с 1780 года.
В конце XIX — начале XX века село входило в состав Быковской волости Тверского уезда Тверской губернии.
С 1929 года деревня входила в состав Хомутовского сельсовета Емельяновского района Тверского округа Московской области, с 1935 года — в составе Калининской области, с 1956 года — в составе Петровского сельсовета Калининского района, с 2005 года — в составе Верхневолжского сельского поселения.
В 1966 году указом президиума ВС РСФСР деревня Гнилицы переименована в Благодатная.

## Население
| 1859 | 1886 | 2002 | 2010 |
| ---- | ---- | ---- | ---- |
| 172  | ↗231 | ↘5   | ↘1   |